# Phoroncidia pennata
Phoroncidia pennata là một loài nhện trong họ Theridiidae.
Loài này thuộc chi Phoroncidia. Phoroncidia pennata được Hercule Nicolet miêu tả năm 1849.